# Anna Blinkowa
Anna Władimirowna Blinkowa, ros. Анна Владимировна Блинкова (ur. 10 września 1998 w Moskwie) – rosyjska tenisistka, finalistka gry pojedynczej dziewcząt podczas Wimbledonu 2015.

## Kariera tenisowa
Na swoim koncie ma wygrane cztery singlowe turnieje rangi ITF i jedenaście deblowych. Najwyżej w rankingu WTA Tour w singlu była sklasyfikowana na 34. miejscu (7 sierpnia 2023).
W zawodach cyklu WTA Tour Rosjanka wygrała jeden turniej w grze pojedynczej, w grze podwójnej natomiast zwyciężyła w jednym turnieju z czterech rozegranych finałów. Triumfowała też w jednym turnieju singlowych w cyklu WTA 125 z dwóch osiągniętych finałów, w deblu zaś wygrała w jednym turnieju w zawodach tej kategorii.

## Historia występów wielkoszlemowych
Legenda
     W, wygrany turniej
     F, przegrana w finale
     SF, przegrana w półfinale
     QF, przegrana w ćwierćfinale
     xR, przegrana w x rundzie
     Qx, przegrana w x rundzie kwalifikacji
     A, brak startu
     NH, turniej nie odbył się

### Występy w grze pojedynczej
| Australian Open        | A   | A   | 2R  | 1R | 1R | 2R | 1R  | Q1 | 1R | 3R | 2R | 0 / 8  | 5 – 8   |  |  |  |  |  |  |  |  |  |  |  |  |  |
| French Open            | A   | A   | Q3  | Q2 | 3R | 1R | 1R  | Q1 | 3R | 2R |    | 0 / 5  | 5 – 5   |  |  |  |  |  |  |  |  |  |  |  |  |  |
| Wimbledon              | A   | A   | 1R  | 2R | Q3 | NH | 2R  | A  | 3R | 1R |    | 0 / 5  | 4 – 5   |  |  |  |  |  |  |  |  |  |  |  |  |  |
| US Open                | A   | A   | 1R  | 1R | 1R | 1R | 1R  | Q2 | 1R | 1R |    | 0 / 7  | 0 – 7   |  |  |  |  |  |  |  |  |  |  |  |  |  |
|                        |     |     |     |    |    |    |     |    |    |    |    |        |         |  |  |  |  |  |  |  |  |  |  |  |  |  |
| Ranking na koniec roku | 826 | 206 | 136 | 98 | 59 | 60 | 155 | 80 | 54 | 76 |    | 0 / 25 | 14 – 25 |  |  |  |  |  |  |  |  |  |  |  |  |  |

### Występy w grze podwójnej
| Australian Open        | A    | A   | A   | A   | A  | 1R | 1R | 1R  | 1R  | 2R  | 2R | 0 / 6  | 2 – 6   |  |  |  |  |  |  |  |  |  |  |  |  |  |  |
| French Open            | A    | A   | A   | 1R  | A  | 1R | 1R | 1R  | 1R  | 2R  |    | 0 / 6  | 1 – 6   |  |  |  |  |  |  |  |  |  |  |  |  |  |  |
| Wimbledon              | A    | A   | A   | 1R  | 3R | NH | 2R | A   | 1R  | 2R  |    | 0 / 5  | 4 – 4   |  |  |  |  |  |  |  |  |  |  |  |  |  |  |
| US Open                | A    | A   | A   | A   | 1R | SF | A  | A   | 1R  | 1R  |    | 0 / 4  | 3 – 4   |  |  |  |  |  |  |  |  |  |  |  |  |  |  |
|                        |      |     |     |     |    |    |    |     |     |     |    |        |         |  |  |  |  |  |  |  |  |  |  |  |  |  |  |
| Ranking na koniec roku | 1034 | 534 | 118 | 100 | 56 | 51 | 66 | 138 | 572 | 103 |    | 0 / 21 | 10 – 20 |  |  |  |  |  |  |  |  |  |  |  |  |  |  |

### Występy w grze mieszanej
Anna Blinkowa nigdy nie startowała w rozgrywkach gry mieszanej podczas turniejów wielkoszlemowych.

## Finały turniejów WTA
| Legenda                     | Legenda |
| --------------------------- | ------- |
| Wielki Szlem                |         |
| Igrzyska olimpijskie        |         |
| WTA Tour Championships      |         |
| 2009 – 2020                 |         |
| WTA Premier Mandatory       |         |
| WTA Premier 5               |         |
| WTA Premier                 |         |
| WTA International Series    |         |
| WTA 125K series (2012–2020) |         |
| od 2021                     |         |
| WTA 1000 (obowiązkowe)      |         |
| WTA 1000 (nieobowiązkowe)   |         |
| WTA 500                     |         |
| WTA 250                     |         |
| WTA 125                     |         |

### Gra pojedyncza 2 (1–1)
| Końcowy wynik | Nr | Data                 | Turniej     | Nawierzchnia  | Przeciwniczka   | Wynik finału  |
| ------------- | -- | -------------------- | ----------- | ------------- | --------------- | ------------- |
| Zwyciężczyni  | 1. | 16 października 2022 | Kluż-Napoka | Twarda (hala) | Jasmine Paolini | 6:2, 3:6, 6:2 |
| Finalistka    | 1. | 27 maja 2023         | Strasburg   | Ceglana       | Elina Switolina | 2:6, 3:6      |

### Gra podwójna 6 (3–3)
| Końcowy wynik | Nr | Data             | Turniej   | Nawierzchnia | Partnerka           | Przeciwniczki                         | Wynik finału    |
| ------------- | -- | ---------------- | --------- | ------------ | ------------------- | ------------------------------------- | --------------- |
| Zwyciężczyni  | 1. | 4 maja 2018      | Rabat     | Ceglana      | Raluca Olaru        | Georgina García Pérez Fanny Stollár   | 6:4, 6:4        |
| Finalistka    | 1. | 3 lutego 2019    | Hua Hin   | Twarda       | Wang Yafan          | Irina-Camelia Begu Monica Niculescu   | 6:2, 1:6, 10–12 |
| Finalistka    | 2. | 19 lutego 2021   | Melbourne | Twarda       | Anastasija Potapowa | Ankita Raina Kamilla Rachimowa        | 6:2, 4:6, 7–10  |
| Finalistka    | 3. | 18 września 2022 | Ćennaj    | Twarda       | Nateła Dzałamidze   | Gabriela Dabrowski Luisa Stefani      | 1:6, 2:6        |
| Zwyciężczyni  | 2. | 15 września 2024 | Monastyr  | Twarda       | Majar Szarif        | Alina Korniejewa Anastasija Zacharowa | 2:6, 6:1, 10–8  |
| Zwyciężczyni  | 3. | 2 marca 2025     | Austin    | Twarda       | Yuan Yue            | McCartney Kessler Zhang Shuai         | 3:6, 6:1, 10–4  |

## Finały turniejów WTA 125

### Gra pojedyncza 3 (1–2)
| Końcowy wynik | Nr | Data                 | Turniej    | Nawierzchnia | Przeciwniczka         | Wynik finału  |
| ------------- | -- | -------------------- | ---------- | ------------ | --------------------- | ------------- |
| Zwyciężczyni  | 1. | 8 września 2019      | New Haven  | Twarda       | Usue Maitane Arconada | 6:4, 6:2      |
| Finalistka    | 1. | 8 maja 2022          | Saint-Malo | Ceglana      | Beatriz Haddad Maia   | 6:7(3), 3:6   |
| Finalistka    | 2. | 26 października 2024 | Tampico    | Twarda       | Marina Stakusic       | 4:6, 6:2, 4:6 |

### Gra podwójna 1 (1–0)
| Końcowy wynik | Nr | Data            | Turniej   | Nawierzchnia | Partnerka           | Przeciwniczki                    | Wynik finału   |
| ------------- | -- | --------------- | --------- | ------------ | ------------------- | -------------------------------- | -------------- |
| Zwyciężczyni  | 1. | 7 września 2019 | New Haven | Twarda       | Oksana Kalasznikowa | Usue Maitane Arconada Jamie Loeb | 6:2, 4:6, 10–4 |

## Finały turniejów ITF
| turnieje z pulą nagród 100 000 $ (W100)  |
| turnieje z pulą nagród 75/80 000 $ (W80) |
| turnieje z pulą nagród 50/60 000 $ (W75) |
| turnieje z pulą nagród 40 000 $ (W50)    |
| turnieje z pulą nagród 25 000 $ (W35)    |
| turnieje z pulą nagród 15 000 $ (W15)    |
| turnieje z pulą nagród 10 000 $          |

### Gra pojedyncza 10 (4–6)
| Rezultat     |    | Data       | Turniej             | ($)     | Naw.          | Przeciwniczka           | Wynik               |
| Zwyciężczyni | 1. | 17/01/2016 | Stuttgart           | 10 000  | Twarda (hala) | Walendini Gramatikopulu | 7:6(4), 2:6, 6:2    |
| Zwyciężczyni | 2. | 21/08/2016 | Westende            | 25 000  | Twarda        | Walendini Gramatikopulu | 7:5, 6:2            |
| Finalistka   | 1. | 03/09/2016 | Ałmaty              | 25 000  | Ceglana       | Wiktorija Kamienska     | 6:1, 3:6, 2:6       |
| Finalistka   | 2. | 05/02/2017 | Grenoble            | 25 000  | Twarda (hala) | Markéta Vondroušová     | 5:7, 4:6            |
| Zwyciężczyni | 3. | 31/03/2018 | Croissy-Beaubourg   | 60 000  | Twarda (hala) | Karolína Muchová        | walkower            |
| Finalistka   | 3. | 19/05/2019 | Trnawa              | 100 000 | Ceglana       | Bernarda Pera           | 5:7, 5:7            |
| Finalistka   | 4. | 30/01/2022 | Andrézieux-Bouthéon | 60 000  | Twarda (hala) | Ana Bogdan              | 5:7, 3:6            |
| Finalistka   | 5. | 13/02/2022 | Grenoble            | 60 000  | Twarda (hala) | Katie Boulter           | 6:7(2), 7:6(6), 2:6 |
| Finalistka   | 6. | 27/03/2022 | Hawr                | 25 000  | Ceglana       | Tamara Korpatsch        | 6:3, 2:6, 2:6       |
| Zwyciężczyni | 4. | 20/10/2024 | Macon               | 100 000 | Twarda        | Ann Li                  | 2:6, 6:2, 7:6(4)    |

### Gra podwójna 11 (11–0)
| Rezultat     |     | Data       | Turniej          | ($)     | Naw.          | Partnerka               | Przeciwniczki                         | Wynik           |
| Zwyciężczyni | 1.  | 23/02/2015 | Marsa al-Kantawi | 10 000  | Twarda        | Tessah Andrianjafitrimo | Arabela Fernández Rabener Eva Wacanno | 6:4, 6:0        |
| Zwyciężczyni | 2.  | 16/01/2016 | Stuttgart        | 10 000  | Twarda (hala) | Marija Marfutina        | Laura Schaeder Anna Zaja              | 0:6, 6:4, 10–8  |
| Zwyciężczyni | 3.  | 23/12/2016 | Ankara           | 50 000  | Twarda (hala) | Lidzija Marozawa        | Jekatierina Jaszyna Sabina Sharipova  | 4:6, 6:3, 11–9  |
| Zwyciężczyni | 4.  | 24/06/2017 | Ilkley           | 100 000 | Trawiasta     | Ałła Kudriawcewa        | Paula Kania Maryna Zanewśka           | 6:1, 6:4        |
| Zwyciężczyni | 5.  | 22/09/2017 | Petersburg       | 100 000 | Twarda        | Wieronika Kudiermietowa | Belinda Bencic Michaela Hončová       | 6:3, 6:1        |
| Zwyciężczyni | 6.  | 10/03/2018 | Zhuhai           | 60 000  | Twarda        | Lesley Kerkhove         | Nao Hibino Danka Kovinić              | 7:5, 6:4        |
| Zwyciężczyni | 7.  | 28/10/2018 | Poitiers         | 80 000  | Twarda (hala) | Aleksandra Panowa       | Viktorija Golubic Arantxa Rus         | 6:1, 6:1        |
| Zwyciężczyni | 8.  | 04/05/2018 | Wiesbaden        | 60 000  | Ceglana       | Yanina Wickmayer        | Jaimee Fourlis Kathinka von Deichmann | 6:3, 4:6, 10–3  |
| Zwyciężczyni | 9.  | 11/05/2019 | Cagnes-sur-Mer   | 80 000  | Ceglana       | Xenia Knoll             | Beatriz Haddad Maia Luisa Stefani     | 4:6, 6:2, 14–12 |
| Zwyciężczyni | 10. | 18/05/2019 | Trnawa           | 100 000 | Ceglana       | Xenia Knoll             | Cornelia Lister Renata Voráčová       | 7:5, 7:5        |
| Zwyciężczyni | 11. | 20/08/2022 | Bronx            | 60 000  | Twarda        | Simona Waltert          | Han Na-lae Hiroko Kuwata              | 6:3, 6:3        |

## Finały juniorskich turniejów wielkoszlemowych

### Gra pojedyncza (1)
| Końcowy wynik | Rok  | Turniej   | Nawierzchnia | Przeciwniczka | Wynik finału |
| Finalistka    | 2015 | Wimbledon | Trawiasta    | Sofja Żuk     | 5:7, 4:6     |